# Ефо ріро
Ефо ріро (йоруба ẹ̀fọ́ riro) — це овочевий суп і традиційний суп народу йоруба на заході Нігерії. Два овочі, які найчастіше використовуються для приготування супу, це Celosia argentea (ṣọkọ̀ yòkòtò) та Amaranthus hybridus (ẹ̀fọ́ tẹ̀tẹ̀).

## Інгредієнти
Інгредієнти в ẹ̀fọ́ riro різняться, особливо якщо в них є м'ясо але деякі поширені інгредієнти:
- Яловичина
- Коров'ячі тельбухи (шакі)
- Коров'яча шкіра (понмо)
- Копчена риба
- Сушена риба
- Пальмова олія
- Celosia argentea або зелений амарант
- Перець (червоний болгарський перець або перець чилі)
- Наземні раки
- Цибуля
- Бульйонні кубики
- Рожева квасоля
- Сіль

## Кулінарні супроводи
Rofọ́ riro часто їдять з нігерійськими гарнірами, такими як еба, товчений ямс або фуфу. Інші крохмалисті продукти, такі як рис і варений плантан, також можна їсти разом з ним.